# Lachendorf
Lachendorf é um município da Alemanha localizado no distrito de Celle, estado de Baixa Saxônia.
É membro e sede do Samtgemeinde de Lachendorf, que abrange, além de Lachendorf, os municípios de Ahnsbeck, Beedenbostel, Eldingen e Hohne.
Lanchendorf possui quatro bairros ou vilas:
- Bunkenburg
- Gockenholz
- Jarnsen
- Lachendorf

## Demografia
Evolução da população:
- 31 de dezembro de 1900 − 1.152 habitantes
- 31 de dezembro de 1925 − 1.338 habitantes
- 31 de dezembro de 1972 − 3.467 habitantes
- 31 de dezembro de 1986 − 4.069 habitantes
- 31 de dezembro de 1994 − 4.852 habitantes
- 30 de junho de 2005 − 5.785 habitantes